# Hans Ulrich Scupin
Hans Ulrich Scupin (* 13. April 1903 in Dölau, Saalkreis, Provinz Sachsen; † 18. Mai 1990 in Münster) war ein deutscher Staatsrechtslehrer und Staatsphilosoph.

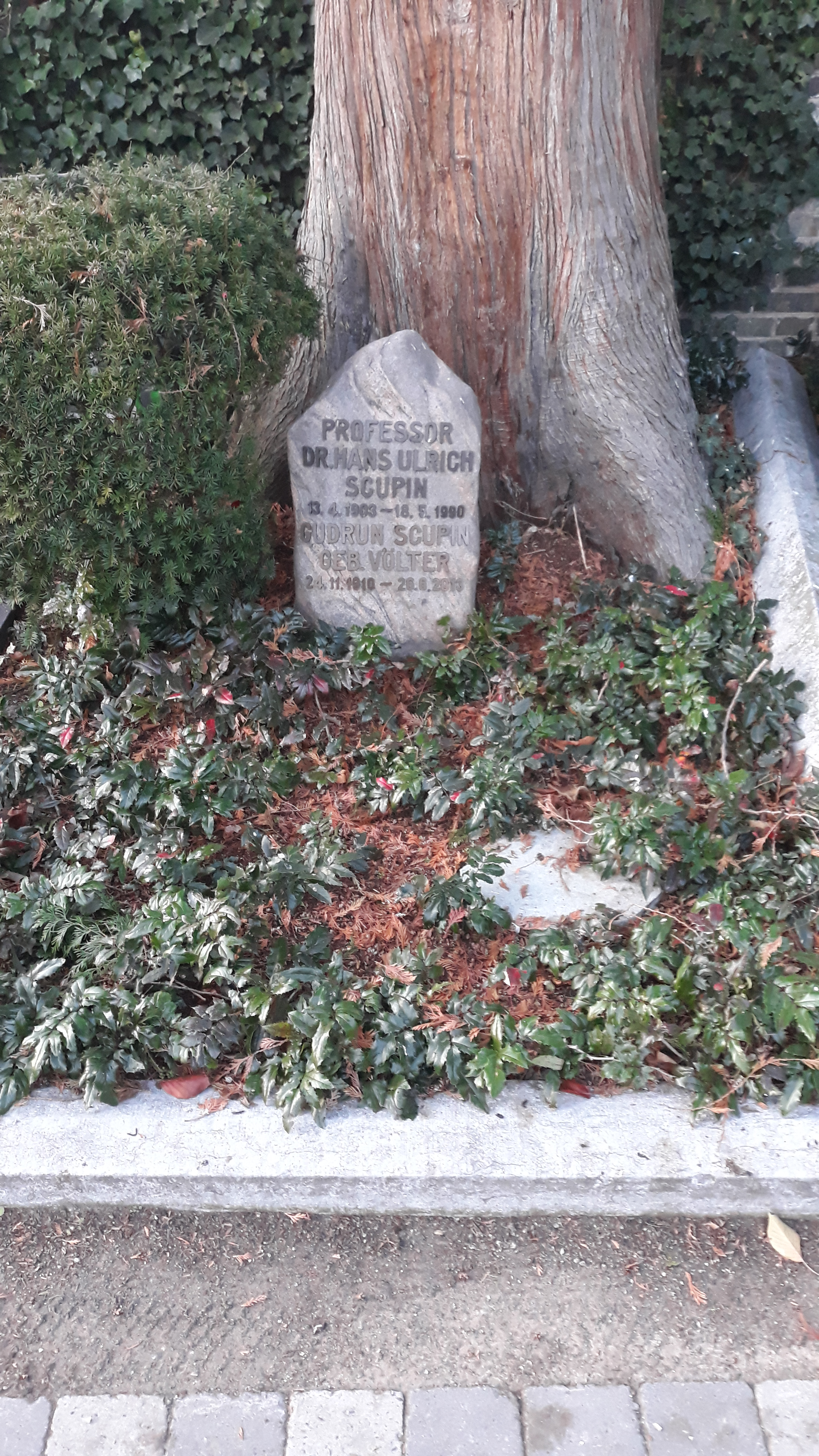
Das Grab von Hans Ulrich Scupin und seiner Ehefrau Gudrun auf dem Zentralfriedhof Münster

## Leben
Scupin wurde 1929 an der Schlesischen Friedrich-Wilhelms-Universität zum Dr. iur. promoviert. Während seines Studiums wurde er Mitglied des Heidelberger und des Hallenser Vereins im Verband der Vereine Deutscher Studenten. Er habilitierte sich 1938 als Assistent von Axel von Freytagh-Loringhoven in Breslau. 1944 kam er als Professor an die Reichsuniversität Posen. Er schützte und förderte Georg-Christoph von Unruh. Die Westfälische Wilhelms-Universität berief ihn 1952 als Professor für Öffentliches Recht. Er leitete das Institut für Öffentliches Recht und Politik bis zu seiner Emeritierung im Jahre 1971. Er publizierte zum Völkerrecht, Staatsrecht, Polizeirecht und Gewerberecht. 1988 wurde er wegen seiner Verdienste um die Forschung zu Johannes Althusius zum Ehrenvorsitzenden der Johannes-Althusius-Gesellschaft gewählt. Zu seinem 70. und seinem 80. Geburtstag erschienen Festschriften. Er war      Mitglied der Vereinigung für Verfassungsgeschichte.

## Schriften (Auswahl)

### Monografien
- Der Staat als Fiskus und als Hoheitsperson bei seinem Tätigwerden auf Grund der Sozialisierungsmöglichkeiten des Art. 156 der Reichsverfassung. jur. Diss., Breslau 1929.
- Polizeirecht. Loseblattsammlung, Schlösser, Braunschweig 1951.

### Herausgeberschaft
- Unvollendete Demokratien. Organisationsformen und Herrschaftsstrukturen in nicht kommunistischen Entwicklungsländern in Asien, Afrika und im Nahen Osten. Westdeutscher Verlag, Köln 1965.
- mit Ulrich Scheuner: Althusius-Bibliographie. Bearb. von Dieter Wyduckel. 2 Bände, Duncker & Humblot, Berlin 1973, ISBN 3-428-02971-2.